# Anna Ducena (filla de Constantí X Ducas)
Anna Ducena (grec medieval: Άννα Δούκαινα, Anna Dúkena) fou una princesa de l'Imperi Romà d'Orient, filla gran de l'emperador Constantí X Ducas i de la seva muller, Eudòxia Macrembolitissa.
El seu nom és esmentat per Miquel Glicàs, que apunta que «Anna, Teodora i Zoè» eren les tres filles de l'emperador Constantí X. Miquel Psel·los l'esmenta amb el nom d'«Àrete» (‘Virtut’), tot especificant que havia nascut abans que el seu pare accedís al tron el 1057 i que dedicà la seva vida al servei de Déu. La interpretació més versemblant del comentari de Psel·los és que Anna es feu monja amb el nom d'Àrete. Un segell del segle xi porta el nom d'una tal monja Àrete, que alguns identifiquen amb Anna Ducena. El segell es refereix a Àrete com a «honorabilíssima», títol honorífic que es considera associat a les monges de llinatge il·lustre.